# Eurata sericaria
Eurata sericaria là một loài bướm đêm thuộc phân họ Arctiinae, họ Erebidae.